# Meeting Areva 2010
Navigation
Édition précédente Édition suivante
Le Meeting Areva 2010 s'est déroulé le 16 juillet 2010 au Stade de France de Saint-Denis, en France. Il constitue la neuvième étape de la Ligue de diamant, circuit de meetings internationaux inauguré cette même année.

## Résultats

### Hommes
| Épreuve           | Vainqueur                         | Second                                 | Troisième                                     |
| ----------------- | --------------------------------- | -------------------------------------- | --------------------------------------------- |
| 100 m             | Usain Bolt 9 s 84                 | Asafa Powell 9 s 91                    | Yohan Blake 9 s 95 (PB)                       |
| 400 m             | Jeremy Wariner 44 s 49 (WL)       | Jermaine Gonzales 44 s 63 (PB)         | Jonathan Borlée 44 s 77 (NR)                  |
| 800 m             | Abubaker Kaki 1 min 43 s 50       | Mbulaeni Mulaudzi 1 min 44 s 11        | Bram Som 1 min 44 s 58                        |
| 110 m haies       | David Oliver 12 s 89 (WL, NR)     | Ryan Wilson 13 s 12 (SB)               | Ronnie Ash 13 s 21                            |
| 3 000 m steeple   | Brimin Kipruto 8 min 00 s 90 (WL) | Paul Kipsiele Koech 8 min 02 s 07 (SB) | Ezekiel Kemboi 8 min 03 s 78 (SB)             |
| Triple saut       | Arnie David Girat 17,49 m (SB)    | Alexis Copello 17,45 m                 | Viktor Kuznyetsov 17,21 m                     |
| Saut à la perche  | Renaud Lavillenie 5,91 m (SB)     | Derek Miles 5,70 m                     | Maksym Mazuryk 5,70 m Łukasz Michalski 5,70 m |
| Lancer du javelot | Andreas Thorkildsen 87,50 m       | Teemu Wirkkala 83,77 m                 | Tero Pitkämäki 83,33 m                        |

### Femmes
| Épreuve          | Vainqueur                            | Seconde                                  | Troisième                             |
| ---------------- | ------------------------------------ | ---------------------------------------- | ------------------------------------- |
| 200 m            | Allyson Felix 22 s 14                | Shalonda Solomon 22 s 55                 | Debbie Ferguson 22 s 62 (SB)          |
| 1 500 m          | Anna Alminova 3 min 57 s 65 (WL)     | Christin Wurth-Thomas 3 min 59 s 59 (PB) | Hind Dehiba 3 min 59 s 76 (NR)        |
| 5 000 m          | Vivian Cheruiyot 14 min 27 s 41 (WL) | Sentayehu Ejigu 14 min 28 s 39 (PB)      | Elvan Abeylegesse 14 min 31 s 52 (SB) |
| Saut en longueur | Brittney Reese 6,79 m                | Naide Gomes 6,73 m                       | Yargelis Savigne 6,73 m               |
| Saut en hauteur  | Blanka Vlašić 2,02 m                 | Chaunté Howard 2,00 m                    | Svetlana Shkolina 1,96 m              |
| Lancer du poids  | Nadzeya Astapchuk 20,78 m            | Valerie Vili 20,13 m                     | Natallia Mikhnevich 19,47 m           |
| Lancer du disque | Yarelis Barrios 65,53                | Nicoleta Grasu 63,78 m (SB)              | Sandra Perković 63,62 m               |

## Légende
Records et Performances
- AR : Record continental (area record)
- CR : Record des championnats (championship record)
- MR : Record du meeting (meet record)
- NR : Record national (national record)
- OR : Record olympique (olympic record)
- PR : Record paralympique (paralympic record)
- PB : Record personnel (personal best)
- SB : Meilleure performance personnelle de la saison (season's best)
- WL : Meilleure performance mondiale de l'année (world leader)
- WJR : Record du monde junior (world junior record)
- WR : Record du monde (world record)

Circonstances et Conditions
- DNF : N'a pas terminé (did not finish)
- DNS : N'a pas pris le départ (did not start)
- DQ : Disqualification (disqualification)
- NM : Aucun essai valable enregistré (No Mark)
- Q : Qualifié « directement » au prochain tour (ou à la prochaine compétition), lors d'une compétition majeure, grâce au classement ou à la réalisation des minima (automatic qualifier)
- q : Qualifié au prochain tour (ou à la prochaine compétition), lors d'une compétition majeure, grâce au repêchage ou à la réalisation de l'une des meilleures performances parmi celles des « non qualifiés directement » (grâce au meilleur temps ou à la meilleure distance par exemple) (secondary qualifier)